# ISO 3166-2:AT
Die Liste der ISO-3166-2-Codes für  Österreich enthält die Codes für die neun Bundesländer.

Die Codes bestehen aus zwei Teilen, die durch einen Bindestrich voneinander getrennt sind. Der erste Teil gibt den Landescode gemäß ISO 3166-1 (für  Österreich AT), der zweite den Code für das Bundesland wieder.
Die aktuellen Codes stehen auf der Seite der ISO unter #iso:code:3166:AT zur Verfügung.

| Bundesland       | Code |
| ---------------- | ---- |
| Burgenland       | AT-1 |
| Kärnten          | AT-2 |
| Niederösterreich | AT-3 |
| Oberösterreich   | AT-4 |
| Salzburg         | AT-5 |
| Steiermark       | AT-6 |
| Tirol            | AT-7 |
| Vorarlberg       | AT-8 |
| Wien             | AT-9 |

Karte Österreichs mit dem zweiten Teil der Codes für die Bundesländer nach ISO 3166-2.

Der Schlüssel entspricht hier der ÖStat-Nr. der Bundesländer (amtlicher Gemeindeschlüssel der Statistik Austria). Es ist eine schlichte alphabetische Ordnung.